# Francis Campbell
Francis Martin Campbell (ur. 20 kwietnia 1970 w Newry, w Hrabstwie Down w Północnej Irlandii) – brytyjski dyplomata, ambasador przy Stolicy Apostolskiej.

## Życiorys
Francis Martin Campbell urodził się w rodzinie górniczej. Jego ojciec przez 17 lat pracował w Kanadzie, wracając do rodzinnego Rathfriland tylko raz na rok lub raz na 18 miesięcy. Francis był najmłodszym z czwórki rodzeństwa.
Uczęszczał do St. Colman's College w Newry. Następnie wstąpił do Seminarium Św. Józefa w Belfaście, wydziału Queen's University Belfast. Myślał o wybraniu stanu duchownego. Kontynuował studia na Uniwersytecie Katolickim w belgijskim Leuven. Po skończeniu studiów był lektorem w Katedrze Westminsterskiej oraz świeckim szafarzem Komunii św. Przebywał na stypendium w Stanach Zjednoczonych w University of Pennsylvania.
Francis Campbell oprócz swego ojczystego języka angielskiego, posługuje się także językiem francuskim i włoskim.

## Kariera dyplomatyczna
W latach 1999–2003 pracował w biurze brytyjskiego premiera, najpierw jako doradca do spraw polityki, a następnie jako osobisty sekretarz. W latach 2003–2005 był sekretarzem brytyjskiej ambasady w Rzymie. W 2005 został ambasadorem przy Watykanie. Jest pierwszym katolickim ambasadorem brytyjskim przy Stolicy Apostolskiej od czasów reformacji.